# Jumièges
Jumièges é uma comuna francesa na região administrativa da Normandia, no departamento de Sena Marítimo. Estende-se por uma área de 18,65 km². Em 2010 a comuna tinha 1 749 habitantes (densidade: 93,8 hab./km²).